# Girlvana
Pour plus de détails, voir Fiche technique et Distribution.
Girlvana est une série pornographique lesbienne américaine en cinq volets produite par Zero Tolerance Entertainment (en). Le titre du film est un mot-valise entre girl et nirvāna, ce qui laisse sous-entendre que Girlvana est le paradis des plaisirs entre filles.
Girlvana 3 & 4 gagne le AVN Award pour Best All-Girl Release.

## Girlvana
- Réalisatrice : Wendy Knight
- Date de sortie :  États-Unis : 2005
- Durée : ? minutes
- Distribution :
  - scène 1 : Angel Cassidy et Jenna Haze
  - scène 2 : Charlotte Stokely, Julia Bond et Karina Kay
  - scène 3 : Codi Milo et Ria Lynn
  - scène 4 : Alektra Blue, Dillan Lauren et Eva Angelina
  - scène 5 : Charmane Star, Kaylynn, Nyomi Zen et Teanna Kai
  - scène 6 : Girl-1, Girl-2, Celeste Star, Kaylynn, Kirsten Price, Lexxi Tyler, Mackenzie Mack et Sammie Rhodes
  - bonus : Alicia Rhodes et Bobbi Eden

## Girlvana 2
- Réalisateur : Quasarman
- Date de sortie :  États-Unis : 2006
- Durée : ? minutes
- Distribution disque 1 : The Good Girls
  - scène 1 : Angie Savage et Crissy Moran (en)
  - scène 2 : Darryl Hanah et Lexi Love
  - scène 3 : Dee, Penny Flame et Sativa Rose
  - scène 4 : Carli Banks et Charlie Laine
- Distribution disque 2 : The Bad Girls
  - scène 1 : Courtney Cummz et Katja Kassin
  - scène 2 : Gia Jordan et Valerie Vasquez
  - scène 3 : Jenaveve Jolie, Sammie Rhodes et Shyla Stylez
  - scène 4 : Jenna Presley et Nikki Nievez

## Girlvana 3
- Réalisateur :
- Date de sortie :  États-Unis : 2007
- Durée : 252 minutes
- Distribution disque 1 : Blondes
  - scène 1 : Puma Swede et Riley Evans
  - scène 2 : Kellemarie, Cassie Young et Nikki Benz
  - scène 3 : Annette Schwarz et Abbey Brooks
  - scène 4 : Lena Nicole et Holly Morgan
- Distribution disque 2 : Brunettes
  - scène 1 : Audrey Bitoni et Zoe Britton
  - scène 2 : Tory Lane, Franchezca Valentino, Mikayla et Amber Rayne
  - scène 3 : Regan Reese et Rebecca Linares
  - scène 4 : Francesca Le et Stephanie Swift
- Awards: 2008 AVN Award - Best All-Girl Release

## Girlvana 4
- Réalisateur : Quasarman
- Date de sortie :  États-Unis : 12 août 2008
- Durée : 227 minutes
- Distribution disque 1 : Private School Girls
  - scène 1 : Dakota Brookes, Ryan Keely et Devi Emmerson
  - scène 2 : Amber Lynn et Jenny Hendrix
  - scène 3 : Kelly Skyline et Nikki Rhodes
  - scène 4 : Crissy Moon, Karlie Montana, Tori Black et Aubrey Addams
- Distribution disque 2 : Reform School Girls
  - scène 1 : Roxy DeVille et Joanna Angel
  - scène 2 : AnnMarie et Lisa Ann
  - scène 3 : Annabelle Lee et Sasha Grey
  - scène 4 : Renae Cruz, Alexis Texas et Aiden Starr
- Awards: 2009 AVN Award - Best All-Girl Release

## Girlvana 5
- Réalisateur : Quasarman
- Date de sortie :  États-Unis : 2009
- Durée : 202 minutes
- Distribution : Monique Alexander, Audrianna Angel, Julia Ann, Amber Ashley, Bridgette B, Charley Chase, Nikki Rhodes, Courtney Cummz, Jackie Daniels, Cherry Ferretti, Melissa Jacobs, Cali Haze, Kylie Ireland, Jayden Jaymes, Georgia Jones, Lux Kassidy, Kim Kennedy, Louisa Lanewood, Kyanna Lee, Kirra Lynne, Madelyn Marie, Skyla Paige, Raylene, Alyssa Reece, Regan Reece, Emy Reyes, Sophia Santi, Taylir Scott, Sarah Vandella, Lexi Stone, Missy Stone, Brynn Tyler, Velicity Von

## Best of Girlvana
- Réalisateur : Quasarman
- Date de sortie :  États-Unis : 2013
- Durée : 120 minutes
- Distribution :
  - Alexis Texas
  - Ann Marie Rios
  - Courtney Cummz
  - Francesca Le
  - Jenna Haze
  - Jenna Presley
  - Lisa Ann
  - Sasha Grey
  - Shyla Stylez
  - Tori Black